# Ойтин
Ойтин (нем. Eutin, полаб. Utin, пол. Utyń), традиционно Эйтин, также Эвтин — город в изобилующей озёрами части Голштинской Швейцарии, районный центр немецкой земли Шлезвиг-Гольштейн.
Современный Ойтин относится к району Восточный Гольштейн. Население составляет 17 047 человек (на 31 декабря 2010 года). Занимает площадь 41,4 км². Официальный код — 01 0 55 012.

## История

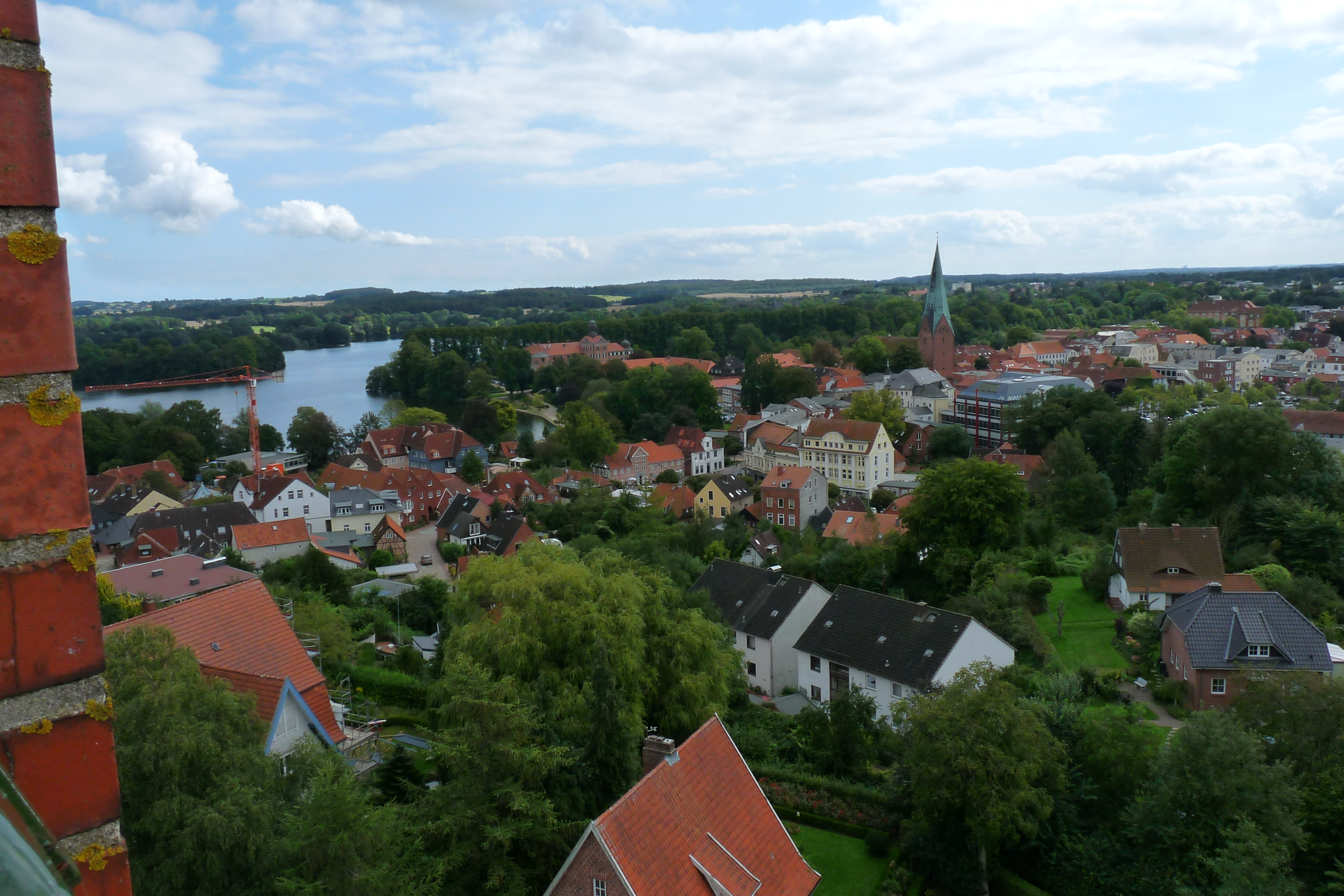
Вид на город с башни

История города начинается с постройки на Фазаньем острове Большого Ойтинского озера крепости бодричей, называвшейся Утин. Городское поселение — с 1156 года, магдебургское право — с 1257 года. Когда Любек стал вольным имперским городом, горожане попросили епископа покинуть город и найти себе новое местопребывание, коим и был избран Ойтин. Главная резиденция правителей Любекского епископства продолжала расширяться и украшаться до секуляризации епископских владений в 1803 году и передачи Ойтина в состав герцогства Ольденбургского.
В парке епископского замка устроен театр под открытым небом, где проходит оперный фестиваль памяти уроженца Ойтина — композитора Карла Марии Вебера.